# 青峰镇 (房县)
青峰镇，是中华人民共和国湖北省十堰市房县下辖的一个乡镇级行政单位。

## 行政区划
青峰镇下辖以下地区：
青峰街村、龙王坪村、楼房村、花园村、横峪沟村、张家河村、峪坪河村、下河村、冯家坡村、陡口村、梅花山村、西山村、八里扁村、白马沟村、台口村、刘家河村、中堰河村、双坪河村、卧牛观村、杨家院村、龙王沟村、东西店村、上阳坪村、清河村、沙坪村和深峪沟村。